# Carapitaia
A carapitaia (Zephyranthes candida) é uma espécie sul-amaericana de erva perene da família das amarilidáceas. Também conhecida pelos nomes populares de açucena-do-rio, flor-do-vento, lírio-do-vento e junquilho.